# Carmo de Minas
Carmo de Minas is een gemeente in de Braziliaanse deelstaat Minas Gerais. De gemeente telt 14.397 inwoners (schatting 2009).

## Aangrenzende gemeenten
De gemeente grenst aan Conceição do Rio Verde, Cristina, Dom Viçoso, Jesuânia, Olímpio Noronha, São Lourenço, São Sebastião do Rio Verde en Soledade de Minas.

## Verkeer en vervoer
De plaats ligt aan de wegen BR-383, BR-460 en MG-347.